# Nel giro giusto
Nel giro giusto è il terzo singolo estratto dall'album Contatti di Bugo, pubblicato il 4 aprile 2008 da Universal.
È stato presentato in anteprima in versione live alla trasmissione "Scalo 76" su Rai2 il 16 aprile 2008. La canzone fin subito è ampiamente trasmessa dalle più importanti radio nazionali e può essere considerato uno dei maggiori successi radiofonici di Bugo., portando Bugo a stabilirsi pienamente in un'ottica mainstream.
Nel testo della canzone, Bugo prende di mira in modo graffiante la tendenza odierna di socializzare a tutti i costi. "Esserci è fondamentale e Bugo prende di mira proprio questo". In un'intervista Bugo dichiara che "da un lato c'è una critica perché mi fa strano pensare che la vita ed il suo successo debba essere per forza essere basata sull'entrare nel giro giusto e conoscere le persone giuste. D'altro canto però credo che sia importante per ognuno di noi entrare in contatto con realtà diverse da sé stesse. Alla fine il messaggio è sia positivo che negativo anche perché credo che l'isolamento alla lunga non faccia proprio bene".
La canzone ha dato il nome al tour per promuovere il disco "Contatti", il  "Nel giro giusto tour", tour che impegnerà Bugo per tutto il 2008 e per buona parte del 2009.

## Video musicale
Il videoclip è stato girato dal collettivo milanese Soda Studio. La canzone parla di un ragazzo in disperata ricerca di nuovi amici. All'interno del video questi amici sono metaforicamente rappresentati come elementi grafici in 3D con cui Bugo interagisce.